# Liste der Bürgermeister von Gemert-Bakel
Dies ist die Liste der Bürgermeister der Gemeinde Gemert-Bakel in der niederländischen Provinz Nordbrabant seit ihrer Gründung am 1. Januar 1997.
| Bürgermeister      | Bürgermeister      | Partei | Partei | Amtszeit  | Anmerkungen   |
| ------------------ | ------------------ | ------ | ------ | --------- | ------------- |
| Jan van Maasakkers | Jan van Maasakkers |        | CDA    | 1997–2010 | [ 1 ]         |
|                    | Hans Haas          |        | CDA    | 2010–2011 | kommissarisch |
| Jan van Zomeren    | Jan van Zomeren    |        | PvdA   | 2011–2016 | [ 3 ]         |
|                    | René van Diessen   |        | VVD    | 2016      | kommissarisch |
|                    | Michiel van Veen   |        | VVD    | 2016–     | [ 5 ]         |